# Macdunnoughia purissima
Macdunnoughia purissima là một loài bướm đêm trong họ Noctuidae.